# Saurauia schultzeorum
Saurauia schultzeorum là một loài thực vật thuộc họ Actinidiaceae. Nó là loài đặc hữu của Ecuador. Môi trường sống tự nhiên của chúng là các khu rừng vùng núi ẩm nhiệt đới hoặc cận nhiệt đới. Nó bị đe dọa do mất môi trường sống.